# Cyanotis axillaris
Cyanotis axillaris là một loài thực vật có hoa trong họ Commelinaceae. Loài này được (L.) D.Don ex Sweet mô tả khoa học đầu tiên năm 1826.